# Emily Owens, M.D.
Emily Owens, M.D. es una serie estadounidense de drama médico en The CW creada por Jennie Snyder Urman. Se estrenó el 16 de octubre de 2012 y se emitirá los martes a las 9:00 p. m. Hora del Este / 8:00 p. m. Centro.
El 28 de noviembre de 2012, Emily Owens M.D. fue cancelada por The CW. El último episodio salió al aire el 5 de febrero de 2013.

## Argumento
La serie sigue la vida de Emily Owens (Mamie Gummer), que es una interna de primer año en el Denver Memorial Hospital, donde se da cuenta de que su enamorado de la escuela de medicina Will Collins (Justin Hartley) y su enemiga de la secundaria Cassandra Kopelson (Aja Naomi King) también trabajan. Emily no es sólo la chica nueva, una vez más, pero la vida real es igual de vergonzosa como en la secundaria.

## Reparto
- Mamie Gummer es Emily Owens.
- Justin Hartley es Will Collins.
- Aja Naomi King es Cassandra Kopelson.
- Kelly McCreary es Tyra Dupre.
- Michael Rady es Micah Barnes.
- Necar Zadegan es Gina Bandari.

## Desarrollo y producción
En mayo de 2012, The CW hizo un pedido de la serie bajo el título original First Cut. El piloto estaba disponible en CWTV.com, Facebook, Twitter, YouTube, Hulu, iTunes y App Mobile, unas tres semanas antes de su estreno en The CW, y en YouTube una semana antes del estreno.

## Episodios

### Primera Temporada
1. Pilot
2. Emily and... the Alan Zolman Incident
3. Emily and... The Outbreak
4. Emily and... The Predator
5. Emily and... The Tell-Tale Heart
6. Emily and... the Question of Faith
7. Emily and... the Good and the Bad
8. Emily and... the Car and the Cards
9. Emily and... the Love of Larping
10. Emily and... the Social Experiment
11. Emily and... the Teapot
12. Emily and... the Perfect Storm
13. Emily and... the Leap

### Índices de audiencia
| #  | Título                                  | Fecha de emisión        | Rating/Share (18–49) | Espectadores (millones) |
| -- | --------------------------------------- | ----------------------- | -------------------- | ----------------------- |
| 1  | "Pilot"                                 | 16 de octubre de 2013   | 0.5/1                | 1.67                    |
| 2  | "Emily and... the Alan Zolman Incident" | 23 de octubre de 2013   | 0.3/1                | 1.11                    |
| 3  | "Emily and... the Outbreak"             | 30 de octubre de 2013   | 0.3/1                | 1.03                    |
| 4  | "Emily and... the Predator"             | 13 de noviembre de 2013 | 0.4/1                | 1.38                    |
| 5  | "Emily and... the Tell-Tale Heart"      | 20 de noviembre de 2013 | 0.4/1                | 1.29                    |
| 6  | "Emily and... the Question of Faith"    | 27 de noviembre de 2013 | 0.3/1                | 1.05                    |
| 7  | "Emily and... the Good and the Bad"     | 4 de diciembre de 2013  | 0.4/1                | 1.41                    |
| 8  | "Emily and... the Car and the Cards"    | 1 de enero de 2013      | 0.4/1                | 1.30                    |
| 9  | "Emily and... the Love of Larping"      | 8 de enero de 2013      | 0.3/1                | 1.09                    |
| 10 | "Emily and... the Social Experiment"    | 15 de enero de 2013     | 0.3/1                | 1.02                    |
| 11 | "Emily and... the Teapot"               | 22 de enero de 2013     | 0.4/1                | 1.36                    |
| 12 | "Emily and... the Perfect Storm"        | 29 de enero de 2013     | 0.4/1                | 1.33                    |
| 13 | "Emily and... the Leap"                 | 5 de febrero de 2013    | 0.4/1                | 1.50                    |